# Джон Говард
Джон Го́вард (англ. John Howard; 2 вересня 1726, Лондон — 20 січня 1790, Херсон) — британський юрист, філантроп, який присвятив життя покращенню умов утримання ув'язнених у в'язницях Європи. Також досліджував епідемічні інфекційні захворювання там.
Джон Говард — перший у Великій Британії юрист-реформатор, який започаткував соціологічний метод у юриспруденції. Цим він заклав підвалини диференційованого законоположення в судових справах, при розгляді яких почали враховувати соціально-об'єктивні причини злочинності.

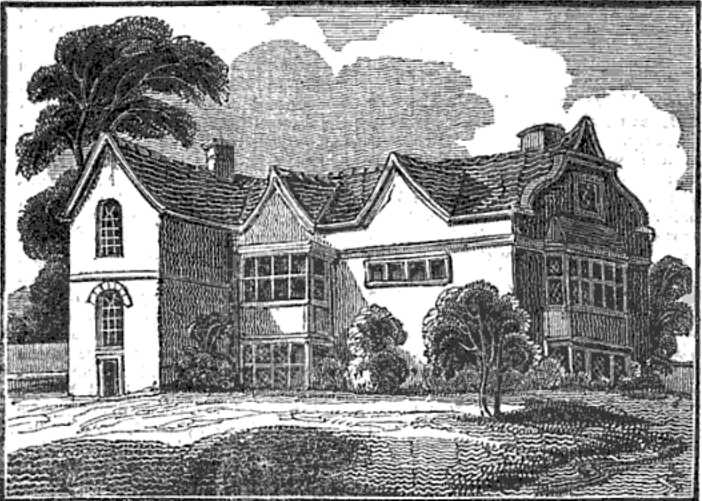
Вважають, що на цьому малюнку 1826 року невідомий художник зобразив дім, в якому народився Джон Говард.

## Життєпис

### Ранні роки
Народився Джон Говард у 1724 році в Гокні або Енфілді поблизу Лондона в сім'ї багатого купця-шпалерника. Мати Джона померла, коли хлопцю було 5 років. На той час малого Джона вважали хворобливою дитиною. Можливо, він страждав на синдром Аспергера. Незважаючи на це батько відправив його вчитися до школи в Гартфорді, а потім до академії Джона Еймса в Лондоні. Вивчав географію, природознавство, особливий нахил виявив до медицини, хоча після закінчення академії батько, суворий педант із сильними релігійними переконаннями, зробив Джона підмайстром оптового бакалійника, аби навчити методам ведення бізнесу, але Джон до цього виявив байдужість. 1742 року батько Джона помер. Його спадок набагато перевищував потреби Джона.

### Початок мандрівок
У 1748 році він почав багато мандрувати країнами Європи, відвідав Францію, Голландію, Італію, Пруссію, Богемію, Австрію та інші європейські країни. Повернувшись до Лондона, він знову відчув себе хворим, затаївся у своїй кімнаті, яку він винаймав, незважаючи на своє багатство. За ним доглядала господиня помешкання, яка була на 30 років старша від Джона, і він одружився, ймовірно, з почуття вдячності, а можливо через свою хворобу. Через три роки вона померла, а Джон розподілив її убоге майно серед бідних сусідів.
Після цього Говард вирішив знову мандрувати. 1756 року під час подорожі до зруйнованого нищівним землетрусом Лісабона корабель, на якому він плив, захопив піратський французький корабель. Говарда на 6 днів ув'язнили до французької в'язниці у Бресті, а потім перевели до іншої в'язниці на узбережжі Франції. Пізніше його обміняли на французького офіцера, якого полонили англійці. Говард після обміну швидко поїхав з хворими і пораненими моряками до Лондона, аби звернутися за допомогою для таких бранців. Широко поширена думка, що цей особистий досвід викликав інтерес Говарда до стану людей у тюрмах.

### Повернення до Англії
Джон Говард повернувся до Кардінгтона в Бедфордширі, де він об'єднав дві ферми, які він успадкував від своїх бабусь та дідусів, в одну ділянку в 200 акрів. Він провів наступні два роки, займаючись будівництвом і спробами поліпшити життя мешканців, які жили на його землі. При цьому він платив за навчання 23 дітей. У травні 1756 року його обрали членом Королівського товариства.
1758 року Говард одружився вдруге, з Генрієттою Лідс, яка 1765 року померла через тиждень після пологів, залишивши чоловіку маленького сина, якого назвали теж Джоном. Хлопчика направили до школи-інтернату в дуже молодому віці. Надалі молодший Джон вступив до Кембриджського коледжу, звідки його виключили за гомосексуальні злочини. Джона визнали неосудним у віці 21 року, і він помер 1799 року, провівши до того тринадцять років у психіатричній лікарні.

### Шерифство
Особистий досвід перебування у французькій в'язниці став у нагоді Говарду, коли 1773 року його обрали шерифом у Бедфорді спочатку терміном на 1 рік. Звичайного більшого періоду перебування на цій посаді він не схотів, тому що згідно зі своїми поглядами мав розібратися в напрямках своєї роботи. Говард оглянув сам усі в'язниці свого округу. Він настільки жахнувся станом англійських в'язниць і заведеним у них порядках, що це змусило його взятися за їхнє реформування, в тому числі на законодавчому рівні. Він поставив це питання в парламенті та 1774 року його викликали для показань про тюремні умови до спеціального комітету Палати громад Великої Британії. Члени цього комітету були настільки вражені його доповіддю, що Говарда спеціально запросили до самої Палати громад і публічно подякували йому за «людяність і старанність».

### Період вивчення стану в'язниць
Відвідавши кілька сотень в'язниць по всій Англії, Шотландії, Уельсу та Європі, Говард опублікував перше видання своєї книги про стан в'язниць 1777 року. Вона містила дуже докладні звіти про в'язниці, які він відвідав, в тому числі плани і карти, разом з докладними інструкціями про необхідні поліпшення. Саме цю книгу зарахували йому для підтвердження правової діяльності. Йому присудили ступінь доктора права (англ. LLD) Дублінського університету, хоча Говард розглядав свою роботу як гуманітарну.
У докладних пропозиціях для поліпшення стану в'язниць Говард розробив засади покращення фізичного і психічного здоров'я ув'язнених, безпеки і порядку роботи самих в'язниць. Його рекомендації стосувалися таких питань, як і де краще розташувати в'язницю, найліпший план її побудови, оснащення меблями, забезпечення належного водопостачання та харчового раціону ув'язнених, як сприяти гігієні та фізичному здоров'ю. Рекомендації, які стосувалися якості тюремного персоналу, правил, пов'язаних з підтриманням стандартів в області охорони здоров'я, порядку і незалежності системи інспекції, відображали необхідність зробити тюремний персонал моральним прикладом для тих, хто став на шлях виправлення.
У квітні 1777 року сестра Говарда померла, залишивши йому 15 тисяч фунтів і свій будинок. Він використовував цю спадщину і дохід від продажу будинку для продовження роботи над станом в'язниць. У 1778 році його знову заслухали в Палаті громад про стан тюремних кораблів.

### Подальші подорожі
Через два дні після того, як він доповів Палаті громад, знову відбув у подорож по Європі, починаючи з Голландської республіки.
Він вникав у проблеми військовополонених, брався за вивчення боротьби з епідеміями чуми, вирушаючи в ті райони, де вона лютувала. Виступав за влаштування для народу лікувальних закладів, збудував на власні кошти кілька лікарень і будинків для літніх людей, видав працю «Звіт про основні лазарети Європи і дані про чуму» (1789 рік). Говард вивчав проблему не тільки на батьківщині, але і у багатьох європейських країнах, проїхавши за всі роки своїх подорожей, як він підрахував, 68 тисяч кілометрів.

## Джон Говард і Україна
У 1781 році Говард прибув до Російської імперії, яка його зацікавила, як країна, що відмовилася від прилюдної смертної кари. Він відвідав, зокрема, міста Петербург, Москву, Херсон. Тут він досліджував шпиталі, лікарні, в'язниці.
Україну вперше відвідав у 1781 році, влітку 1789 року прибув сюди вдруге. Деякий час він перебував у Кременчуку, звідки переїхав до Херсона, де й оселився. На береги Дніпра уродженець Великої Британії прибув з тим, щоб вивчити причини масової інфекційної захворюваності солдатів та матросів гарнізонів і жителів «Новоросійського краю», «способи утримання солдатів та їхнього впливу на смертність», оскільки в Європі багато говорили про жорстоке поводження із солдатами в Російській імперії. Він звернув увагу і на те, що умови утримання в лікувальних закладах Російської імперії вкрай незадовільні. Побувавши у військовій лікарні поблизу Очакова, Говард зокрема написав: «здається, і кам'яне серце мусить обкипати кров'ю від такого видовища».
На початку осені 1789 року Джон Говард у Херсоні, де спалахнув епідемічний висипний тиф, відвідував лікарні, тюремний замок, за власні кошти лікував хворих. При цьому сам заразився на цю хворобу і невдовзі помер. Місце свого поховання філантроп, відчуваючи наближення смерті, визначив сам у бесіді зі своїм співвітчизником контр-адміралом Прістманом, який служив на російському флоті: «Поховайте мене там, де я любив прогулюватися. Я не бажаю ні пам'ятників, ні написів, але хотів би, щоб на моїй могилі був встановлений сонячний годинник.»

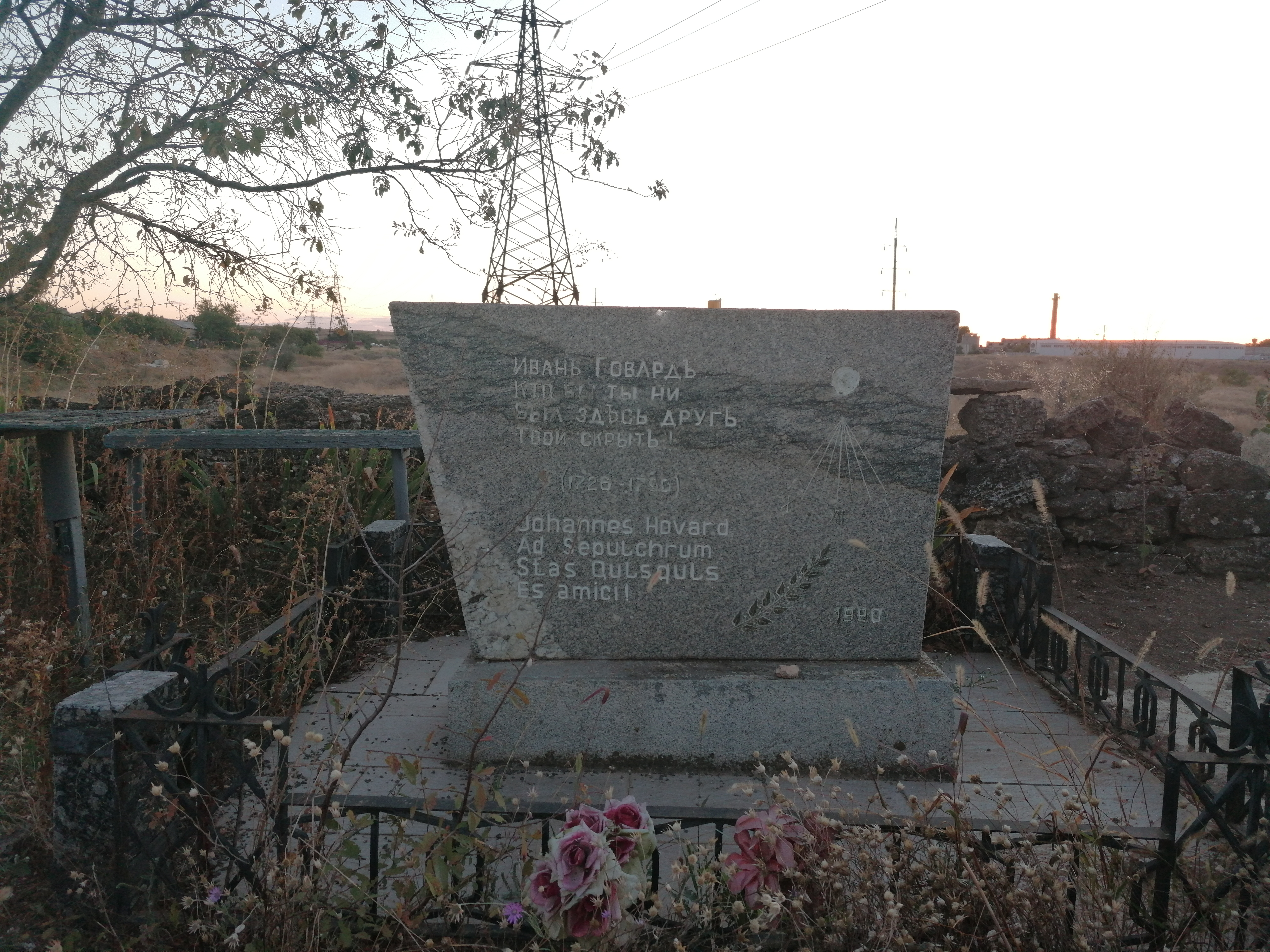
Надгробок Джона Говарда

Волю покійного виконали — його поховали на північній околиці Херсона, на хуторі його приятеля Дофіне (нині село Степанівка). На могилі встановили пам'ятник — піраміду з написами: «Говард. Упокоївся 20 січня на 65 році від народження. лат. Alios salvos fecit (Робив інших здоровими). лат. Vixit propter alios (Жив для інших)». Пізніше, років за 9-10, на надгробній плиті викарбували епітафію: «Спи спокійно, друг людей!». Зробили на піраміді й сонячний годинник.

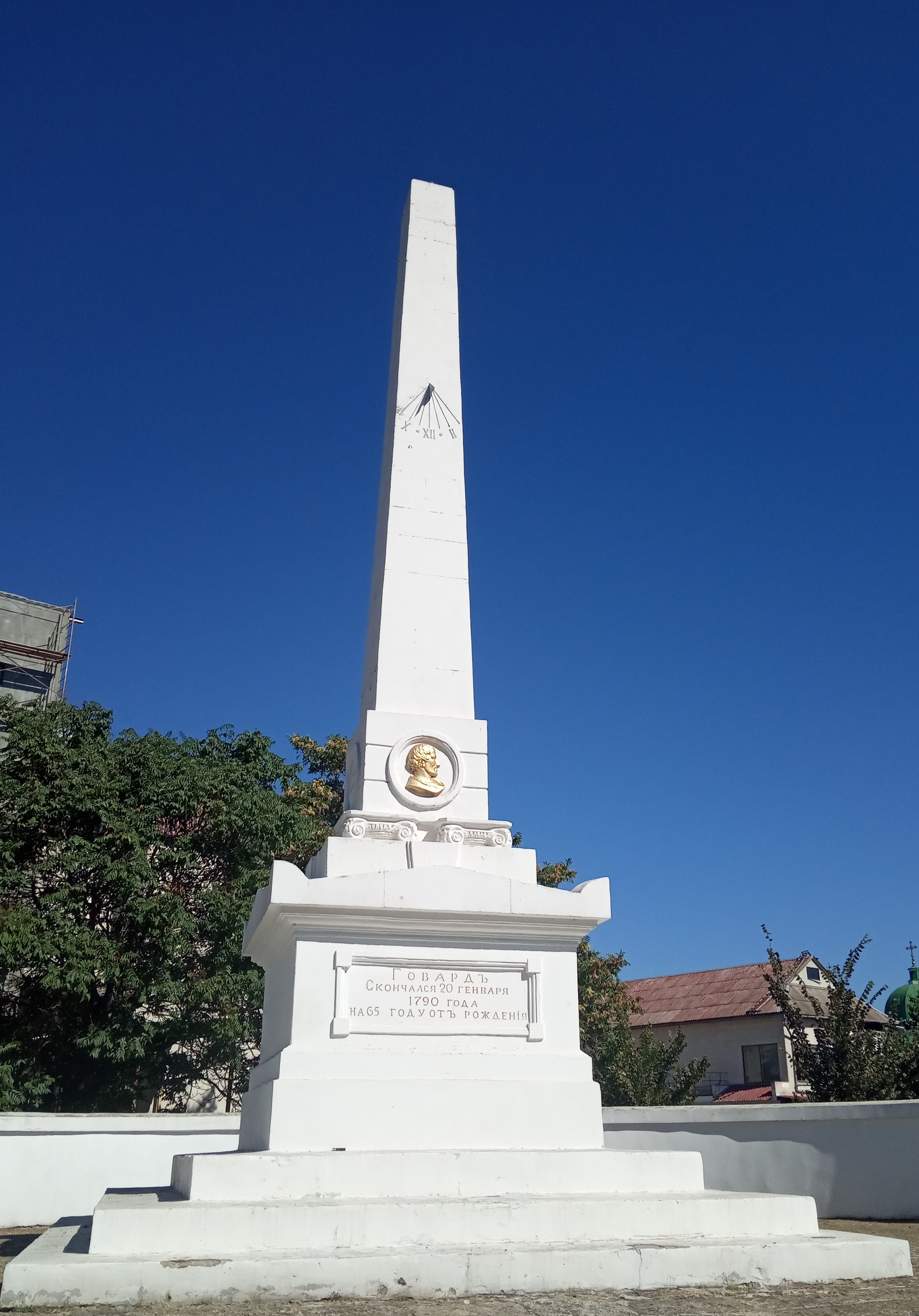
Пам'ятник Джону Говарду в Херсоні.

Час не пожалів пам'ятник. Матеріал, з якого його виготовили, був неміцним. Якісь вандали украли погруддя, зроблене за посмертною маскою Говарда; сонячний годинник теж зник. 1817 року цар Олександр I під час перебування в Херсоні звелів: «Відновити пам'ятник, який був на могилі… із зображенням сонячного годинника». Однак уже наступного року було вирішено поставити окремий пам'ятник — обеліск на околиці міста «…, по дорозі, яка веде в Миколаїв», а не на могилі Говарда, як це передбачалось. Встановили обеліск — пам'ятник Джону Говарду за проєктом В. П. Стасова у 1818—1820 роках (нині він розташований на проспекті Незалежності та вулиці Бахмутській). Для захисту обеліска від дії вологи і морозів у 1827 році його покрили гарячим розчином оліфи і білил. З метою охорони від осквернення пам'ятник, який спорудили на той час за межами міста, обнесли кам'яною стіною, передбаченою проєктом. У 1826—1828 роках пам'ятник перебудували за проєктом губернського землеміра П. Гречини і відкрили у червні 1828 року. Перебудова була істотною: обеліск підняли на висоту більше метра від попереднього рівня і в композицію ввели медальйон з барельєфом Джона Говарда. У роки громадянської і німецько-радянської війни огорожу частково зруйнували, відбудували в 1957 році. Довгий час монумент був занедбаний і лише в 1990 році його реставрували, відновили барельєф і сонячний годинник.
На місці поховання Говарда відновили порушений пам'ятник за кошти одеських та херсонських поміщиків Мордвікова, Кобле, Дофіне та інших. 1831 року в Італії замовили новий пам'ятник. Його перевезли до Одеси, потім у Степанівку, на кладовище. На новому пам'ятникові теж були написи: «1790», «Іван Говард», «Хто б не був ти, тут друг твій похований». Гроші на спорудження огорожі навколо цвинтаря були особистим пожертвуванням генерал — губернатора Ільїнського.

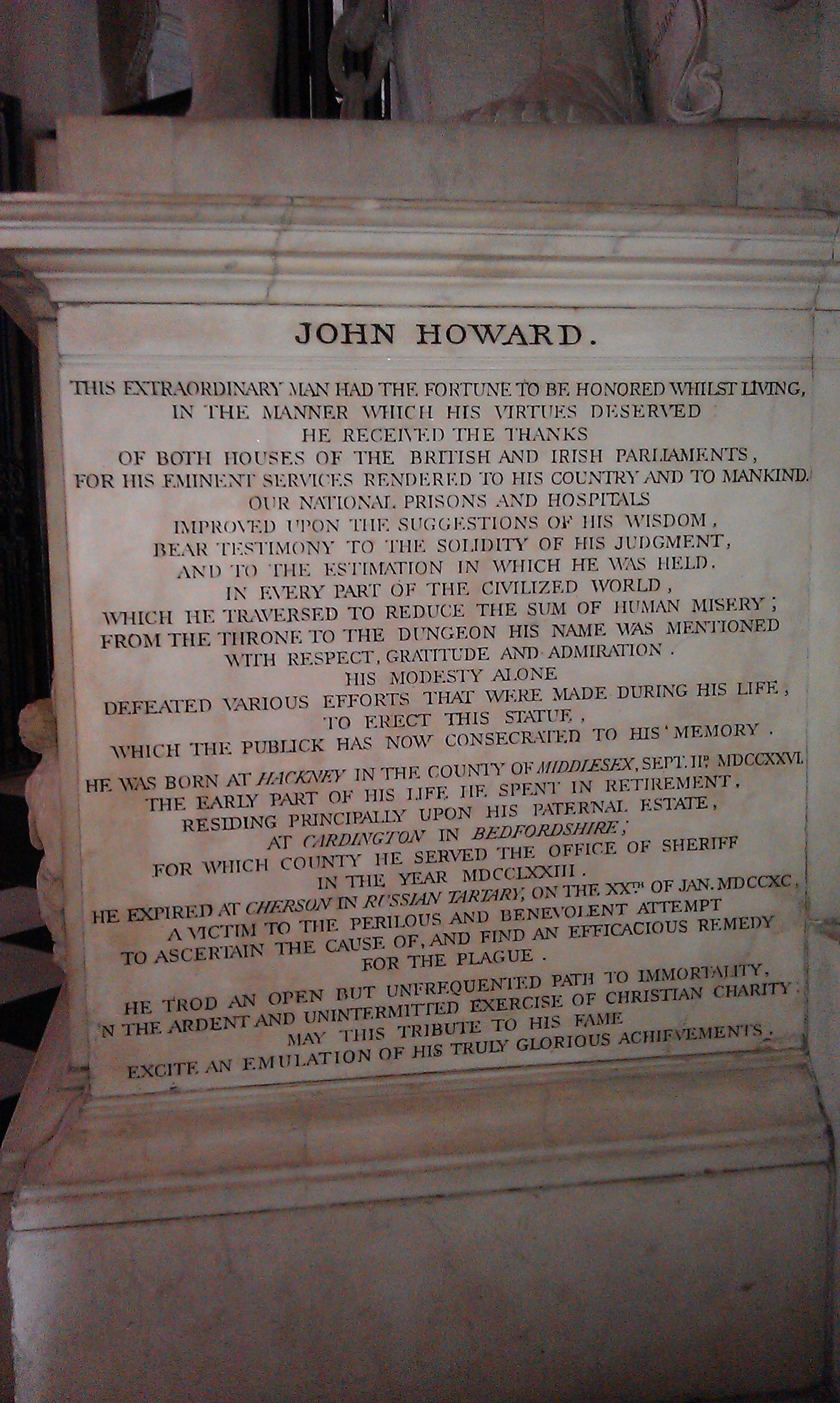
Надпис на постаменті статуї Дж. Говарда в Соборі Петра і Павла (скульптор Джон Бакон)

Пам'ятних місць, пов'язаних з перебуванням Говарда в Херсоні, небагато. На вулиці Європейській ще наприкінці 1950-х років стояв двоповерховий будинок, де на мармуровій дошці зазначалося, що в ньому жив Говард, але його зруйнували.
Британський філософ та правознавець Джеремі Бентам сказав про Джона Говарда: «Він жив апостолом і помер мучеником».

## Вшанування пам'яті
Вулиця Джона Говарда у селищі Антонівка.
24 жовтня 2023 року Херсонська міська військова адміністрація перейменувала вулицю Некрасова на вулицю Джона Говарда.
12 березня 2024 року сквер поблизу будинку № 50 на проспекті Незалежності отримав назву на честь Джона Говарда.

## Галерея

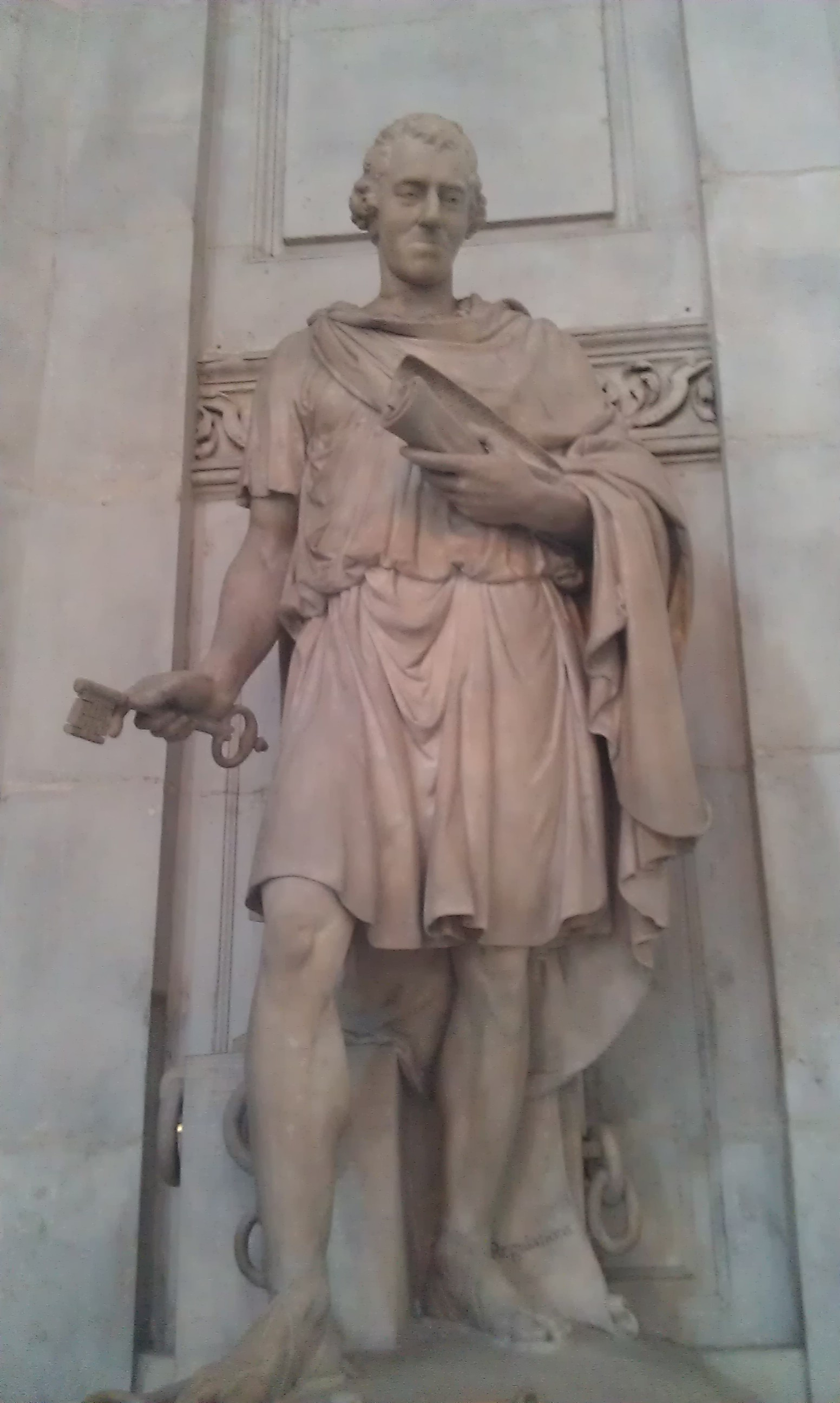
Статуя Джона Говарда в Соборі Петра і Павла (скульптор Джон Бакон)
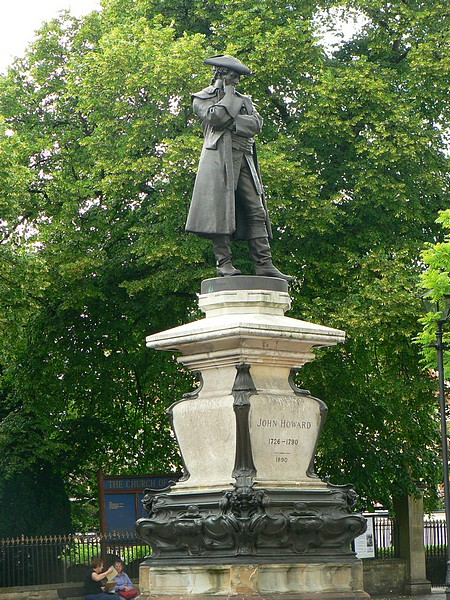
Бронзова статуя Джона Говарда у Бедфорді
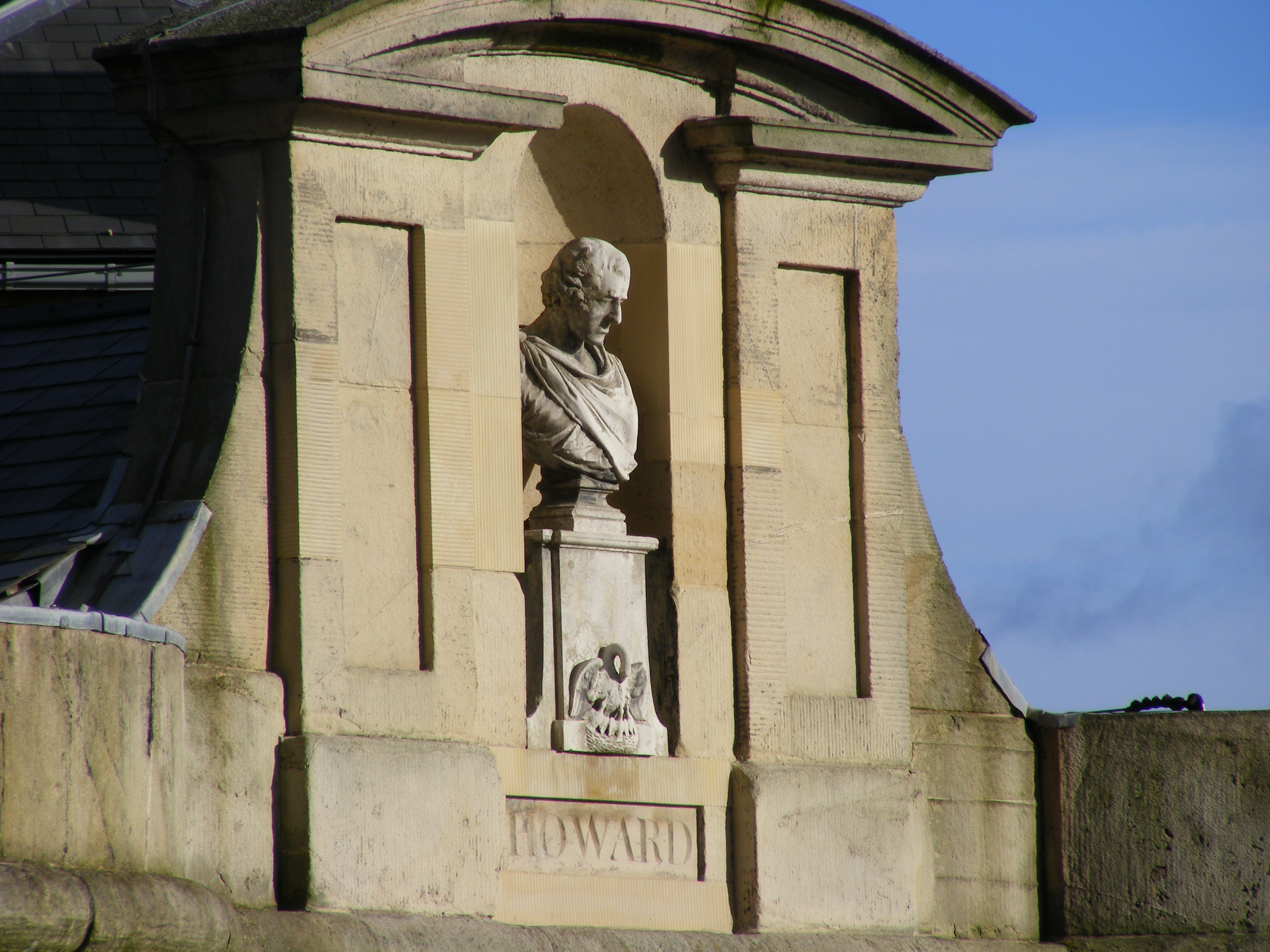
Бюст Джона Говарда над головним входом до Шрусберійської в'язниці
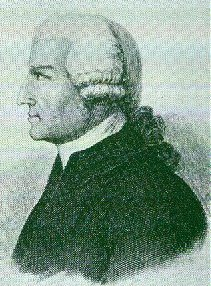
Портрет Джона Говарда
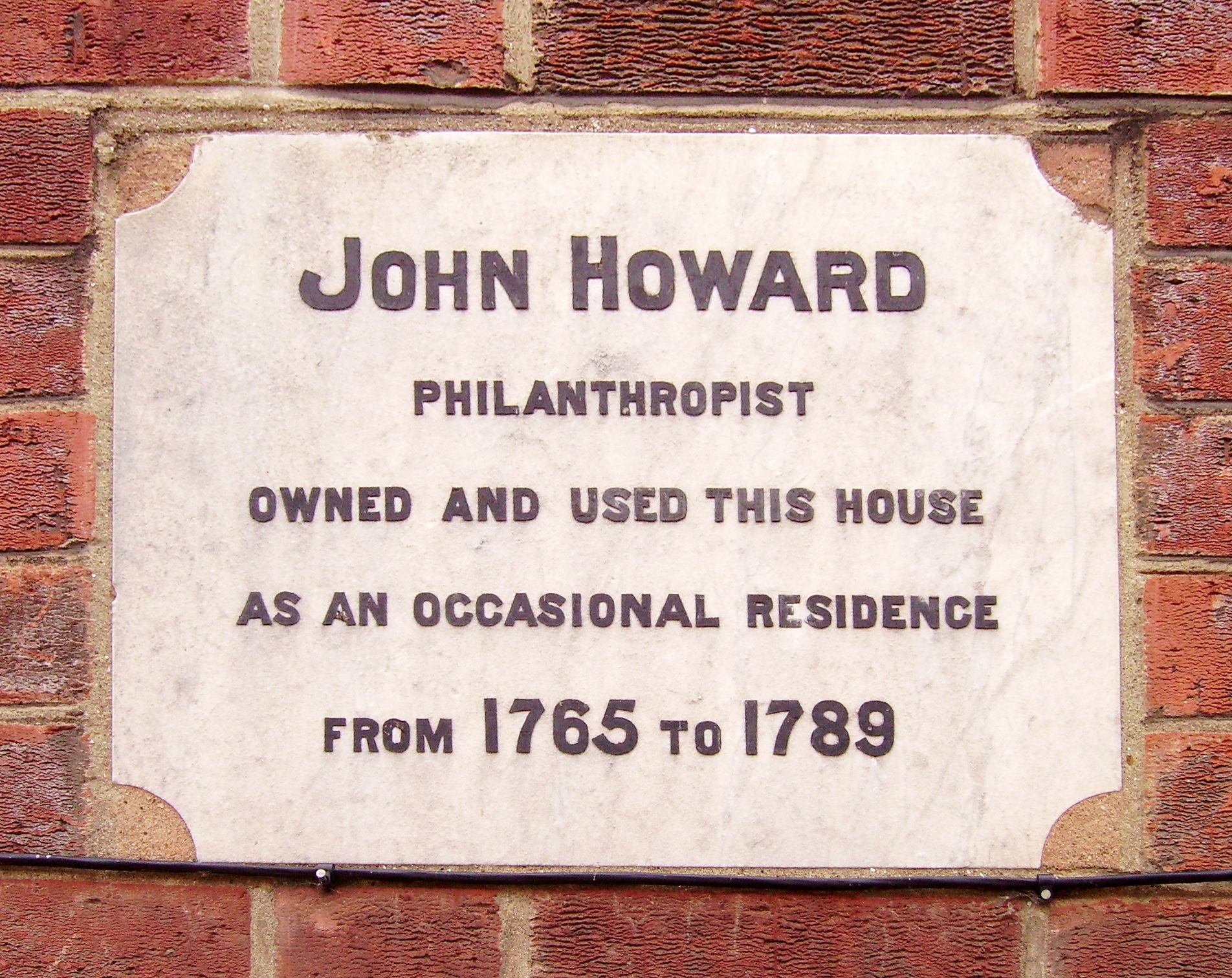
Меморіальна дошка в Бедфорді
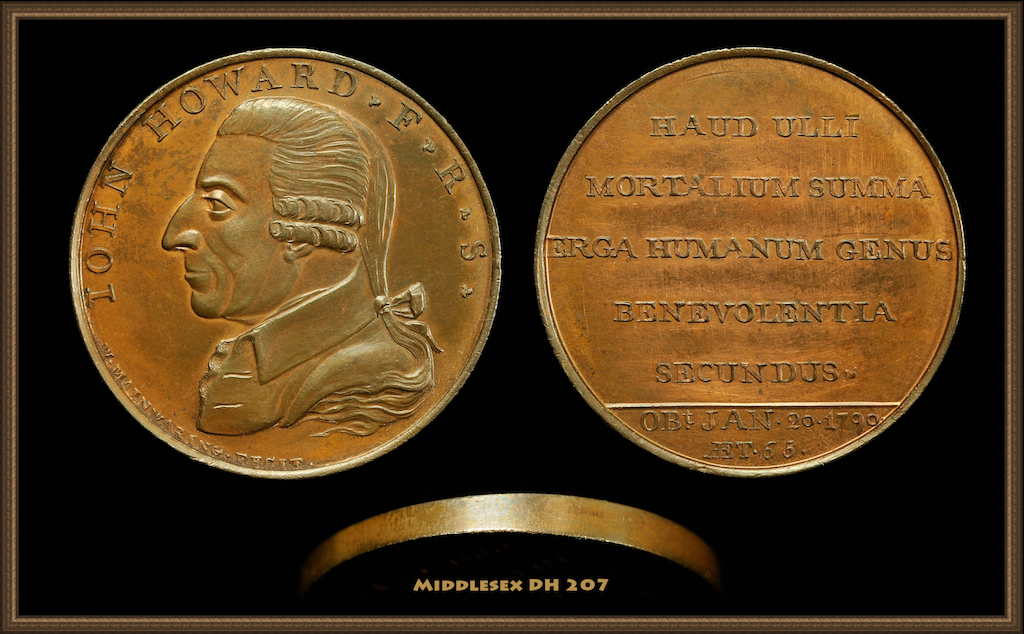
Монета у половину пенні 1790 року із зображенням на аверсі Джона Говарда